# Magyarország a 2000-es fedett pályás atlétikai Európa-bajnokságon
Magyarország a belgiumi Gentben megrendezett 2000-es fedett pályás atlétikai Európa-bajnokság egyik részt vevő nemzete volt. Az ország a versenyen 21 sportolóval képviseltette magát.

## Érmesek
| Érem  | Versenyző                                              | Versenyszám | Dátum       |
| ----- | ------------------------------------------------------ | ----------- | ----------- |
| Bronz | Korányi Balázs                                         | 800 m       | február 27. |
| Bronz | Nyilasi Péter Kilvinger Attila Dombi Zétény Bédi Tibor | 4 × 400 m   | február 27. |

## Eredmények

### Férfi
| Versenyző                                              | Versenyszám | Előfutam | Előfutam | Előfutam | Elődöntő | Elődöntő | Elődöntő | Döntő   | Döntő    |
| Versenyző                                              | Versenyszám | Idő      | Hely.    | Össz.    | Idő      | Hely.    | Össz.    | Idő     | Helyezés |
| ------------------------------------------------------ | ----------- | -------- | -------- | -------- | -------- | -------- | -------- | ------- | -------- |
| Farkas Attila                                          | 60 m        | 6,70     | 2.       | 10.      | 6,74     | 8.       | 15.      | kiesett | kiesett  |
| Dobos Gábor                                            | 60 m        | 6,74     | 2.       | 17.      | 6,74     | 8.       | 15.      | kiesett | kiesett  |
| Németh Roland                                          | 60 m        | 6,64     | 1.       | 4.       | 6,62     | 2.       | 4.       | 6,61    | 5.       |
| Németh Roland                                          | 200 m       | 20,95    | 2.       | 5.       | kizárva  | kizárva  | kizárva  | kiesett | kiesett  |
| Korányi Balázs                                         | 800 m       | 1:50,91  | 2.       | 12.      | 1:50,29  | 3.       | 3.       | 1:48,42 |          |
| Tölgyesi Balázs                                        | 1500 m      | 3:42,66  | 3.       | 7.       |          |          |          | 3:46,74 | 9.       |
| Kovács Balázs                                          | 60 m gát    | 7,83     | 5.       | 19.      | kiesett  | kiesett  | kiesett  | kiesett | kiesett  |
| Csillag Levente                                        | 60 m gát    | 7,91     | 6.       | 22.      | kiesett  | kiesett  | kiesett  | kiesett | kiesett  |
| Nyilasi Péter Kilvinger Attila Dombi Zétény Bédi Tibor | 4 × 400 m   |          |          |          |          |          |          | 3:09,35 |          |

| Versenyző      | Versenyszám | Selejtező                | Selejtező                | Döntő    | Döntő    |
| Versenyző      | Versenyszám | Eredmény                 | Helyezés                 | Eredmény | Helyezés |
| -------------- | ----------- | ------------------------ | ------------------------ | -------- | -------- |
| Margl Tamás    | Távolugrás  | 7,54 m                   | 19.                      | kiesett  | kiesett  |
| Czingler Zsolt | Hármasugrás | 16,65 m                  | 5.                       | 17,00 m  | 4.       |
| Szabó Ambrus   | Hármasugrás | 16,45 m                  | 8.                       | 16,38 m  | 7.       |
| Bíber Zsolt    | Súlylökés   | Érvényes kísérlet nélkül | Érvényes kísérlet nélkül | kiesett  | kiesett  |

| Versenyző        | Versenyszám | 60 m | 60 m | Távolugrás | Távolugrás | Súlylökés | Súlylökés | Magasugrás | Magasugrás | 60 m gát | 60 m gát | Rúdugrás | Rúdugrás | 1000 m  | 1000 m  | Végeredmény | Végeredmény |
| Versenyző        | Versenyszám | Idő  | Pont | Eredmény   | Pont       | Eredmény  | Pont      | Eredmény   | Pont       | Idő      | Pont     | Eredmény | Pont     | Idő     | Pont    | Pont        | Helyezés    |
| ---------------- | ----------- | ---- | ---- | ---------- | ---------- | --------- | --------- | ---------- | ---------- | -------- | -------- | -------- | -------- | ------- | ------- | ----------- | ----------- |
| Zsivoczky Attila | Hétpróba    | 7,11 |      | 6,84 m     |            | 15,28 m   |           | 2,16 m     |            | 8,49     |          | 4,90 m   |          | 2:36,63 |         | 6033        | 4.          |
| Szabó Dezső      | Hétpróba    | 7,13 |      | 7,21 m     |            | 13,99 m   |           | 1,98 m     |            | Feladta  | Feladta  | Feladta  | Feladta  | Feladta | Feladta | Feladta     | Feladta     |

### Női
| Versenyző        | Versenyszám | Selejtező                | Selejtező                | Döntő    | Döntő    |
| Versenyző        | Versenyszám | Eredmény                 | Helyezés                 | Eredmény | Helyezés |
| ---------------- | ----------- | ------------------------ | ------------------------ | -------- | -------- |
| Szabó Zsuzsanna  | Rúdugrás    | Érvényes kísérlet nélkül | Érvényes kísérlet nélkül | kiesett  | kiesett  |
| Molnár Krisztina | Rúdugrás    | 4,00 m                   | 13.                      | kiesett  | kiesett  |
| Vaszi Tünde      | Távolugrás  | 6,47 m                   | 8.                       | 6,58 m   | 5.       |
| Ajkler Zita      | Távolugrás  | 6,29 m                   | 12.                      | kiesett  | kiesett  |